# Острувець (Мазовецьке воєводство)
Острувець (пол. Ostrówiec) — село в Польщі, у гміні Карчев Отвоцького повіту Мазовецького воєводства.
Населення — 351 особа (2011).
У 1975-1998 роках село належало до Варшавського воєводства.

## Демографія
Демографічна структура станом на 31 березня 2011 року:
|          | Загалом | Допрацездатний вік | Працездатний вік | Постпрацездатний вік |
| -------- | ------- | ------------------ | ---------------- | -------------------- |
| Чоловіки | 167     | 34                 | 114              | 19                   |
| Жінки    | 184     | 27                 | 108              | 49                   |
| Разом    | 351     | 61                 | 222              | 68                   |